# Salvatore Maresca (ginnasta)
Salvatore Maresca (Castellammare di Stabia, 16 settembre 1993) è un ginnasta italiano, medaglia di bronzo agli anelli ai Mondiali del 2021.

## Biografia
È cresciuto a Castellammare di Stabia, nel quartiere Santa Caterina, in un contesto particolarmente colpito dalla camorra. A dieci anni ha assistito all'uccisione di un uomo. Ha raccontato che il padre Luigi e la ginnastica gli hanno permesso di allontanarsi dalla criminalità organizzata, che ha attratto anche alcuni suoi parenti ed ex amici. Al riguardo, in un'intervista a Repubblica del 2017 ha affermato:
Il suo primo tecnico è stato Angelo Radmilovic e in seguito è stato allenato dal russo Serguei Oudalov,dal rumeno Ilie Daniel Popescu.
Il suo attuale allenatore è Marcello Barbieri.
Nel 2022 ha subito un grave infortunio al tendine di Achille, recuperando in soli 4 mesi andando a vincere il titolo agli assoluti a Napoli.
Nel 2024,dopo esser rientrato da un ritiro con la nazionale,mentre si allenava presso la società di Salerno ha riportato un grave infortunio al ginocchio. 
Diagnosi: Rottura totale sottocutanea del tendine rotuleo,parziale rottura del tendine del quadricipite e legamento alare interno. 
Questo ha dato fine al suo percorso Olimpico di Parigi 2024.
Dal 2013 ha iniziato a gareggiare per la Ginnastica Salerno, dove era stato chiamato da Antonello Di Cerbo per fare l'istruttore, dopo che un infortunio lo aveva indotto ad interrompere la carriera agonistica.
Nel 2022 ha subito un grave infortunio rompendosi il tendine di Achille sinistro.
 Alla Ginnastica Salerno ha ripreso gli allenamenti. Attualmente è allenato da Marcello Barbieri. È soprannominato Thor, come il dio della tempesta, per la sua struttura muscolare.
Nella stagione 2019 ha ottenuto il bronzo negli anelli in Coppa del Mondo di ginnastica artistica 2019, nella tappa di Capodistria.
Agli europei di Basilea 2021 ha vinto la medaglia di bronzo negli anelli.
Alla Varna 2021 ha vinto la medaglia di argento agli anelli.
Alla Osijek 2021 ha vinto la medaglia di oro agli anelli.
Ai mondiali di Kitakyushu 2021 ha vinto la medaglia di bronzo agli anelli.
Alla Il Cairo 2022 ha vinto la medaglia di argento agli anelli.
Alla Baku 2022 ha vinto la medaglia di oro agli anelli,primo italiano a vincere una coppa del mondo in questo attrezzo.
Alla Il Cairo 2023 ha vinto la medaglia di argento agli anelli.
Alla Parigi 2023 ha vinto la medaglia d’oro agli anelli.
Alla Il Cairo 2024 ha vinto la medaglia di bronzo agli anelli.